# Діно Хотич
Діно Хотич (словен. Dino Hotić; нар. 26 липня 1995, Любляна) — боснійський футболіст, півзахисник польського клубу «Лех».

## Клубна кар'єра
Вихованець клубів «Браво», «Домжале» та «Марибор». 2 березня 2013 року у матчі проти «Триглава» він дебютував у чемпіонаті Словенії у складі останнього. У своєму дебютному сезоні Діно допоміг клубу виграти чемпіонат і Кубок Словенії, а через рік став дворазовим чемпіоном країни, хоча його внесок у підсумковий успіх був мінімальний.
Влітку 2013 року Хотич для отримання ігрової практики на правах оренди перейшов в «Вержей». 10 серпня в матчі проти «Доба» він дебютував у Другій лізі Словенії. 31 серпня в поєдинку проти «Бела Крайни» Діно забив свій перший гол за «Вержей». Після закінчення оренди він повернувся в «Марибор», але незважаючи на те, що знову став чемпіоном, закріпитися у складі не зміг.
На початку 2016 року Хотич на правах оренди перейшов у «Кршко». 27 лютого в матчі проти «Рудара» він дебютував за новий клуб. 10 квітня в поєдинку проти «Копера» Діно забив свій перший гол за «Кршко».
Влітку 2016 року він повернувся в «Марибор» і з третьої спроби зміг закріпитися в основному складі. 14 травня 2017 року в поєдинку проти «Алюмінію» Хотич забив свій перший гол за команду. У цьому ж сезоні Діно знову став чемпіоном Словенії. Станом на відіграв за команду з Марибора 56 матчів у національному чемпіонаті.

## Виступи за збірні
2011 року дебютував у складі юнацької збірної Словенії, взяв участь у 6 іграх на юнацькому рівні.
Протягом 2014—2016 років залучався до складу молодіжної збірної Словенії. На молодіжному рівні зіграв у 10 офіційних матчах, забив 4 голи.

## Титули і досягнення
- Чемпіон Словенії (5):

«Марибор»: 2012/13, 2013/14, 2014/15, 2016/17, 2018/19
- Володар Кубка Словенії (1):

«Марибор»: 2013/14
- Володар Суперкубка Словенії (2):

«Марибор»: 2013, 2014
- Чемпіон Польщі (1):

«Лех»: 2024/25